# Entführung einer Douglas DC-3 der Philippine Air Lines 1952
Eine Entführung einer Douglas DC-3 der Philippine Air Lines ereignete sich am 30. Dezember 1952. An diesem Tag wurde eine Douglas DC-3 der Philippine Air Lines, mit der ein philippinischer Inlandsflug von Laoag nach Aparri durchgeführt wurde, entführt. Bei dem Zwischenfall gab es an Bord der Maschine unter den 10 Insassen 2 Todesopfer.

## Maschine
Bei dem Flugzeug handelte es sich um eine Douglas C-47 (DC-3) mit dem philippinischen Luftfahrzeugkennzeichen PI-C38. Die Werknummer und damit exakte Identität des zweimotorigen Mittelstreckenflugzeuges ist nicht bekannt, lediglich, dass es sich um eine ehemals als Militärmaschine gebaute Douglas C-47 handelte, die nach dem Zweiten Weltkrieg als zivile Passagiermaschine weitergenutzt wurde.

## Passagiere und Besatzung
An Bord der Maschine befanden sich sieben Passagiere, darunter der Entführer. Die dreiköpfige Besatzung setzte sich zusammen aus dem Flugkapitän Pedro Perlas, dem 29-jährigen Ersten Offizier Felix Corteza Gaston (* 1923) und dem Purser Esteban Diago.

## Verlauf des Zwischenfalls
Während des Fluges erhob sich plötzlich der 23-jährige chinesische Passagier Ang Cho Kio, ging zum Cockpit, richtete eine Handfeuerwaffe des Kalibers .45 auf den Ersten Offizier Gaston, welcher die Maschine zu diesem Zeitpunkt steuerte. Er legte einen Zettel vor, auf dem geschrieben stand, dass er eine Umkehr nach Xiamen verlange. Kapitän Perlas übernahm daraufhin die Kontrolle über die Maschine und lenkte sie in einem steilen Sturzflug, in der Absicht, den Entführer handlungsunfähig zu machen. Ang Cho Kio konnte jedoch das Gleichgewicht halten und feuerte zwei Schüsse auf Perlas ab, der daraufhin über der Steuersäule zusammensackte. Der Erste Offizier Gaston übernahm daraufhin wieder die Steuerung. Inzwischen war der Purser Esteban Diago in den vorderen Teil der Maschine geeilt, um nachzusehen, was im Cockpit vorging. Ang Cho Kio feuerte zwei Schüsse durch die geschlossene Cockpittür, wodurch der Purser tödlich getroffen wurde. Der Erste Offizier Gaston nahm Kurs auf das chinesische Festland und behielt eine Flughöhe von 6.000 Fuß bei. Der Entführer holte eine Karte hervor und zeigte dem Ersten Offizier auf dieser, wo er die Maschine landen solle. Kurz vor dem chinesischen Festland, über dem Luftraum der Republik China (Taiwan), wurde die Maschine von zwei Behelfsjagdflugzeugen des Typs North American T-6D der Luftstreitkräfte der Republik China verfolgt, welche kurz darauf das Maschinengewehrfeuer auf die Douglas eröffneten. Die Jagdflugzeug-Piloten gingen irrtümlicherweise von der Annahme aus, die Maschine gehöre zu einer kommunistischen Invasion der Volksrepublik China. Das Flugzeug wurde dabei erheblich beschädigt. Weitere Jagdflugzeuge kamen hinzu und zwangen die Maschine zur Landung. Der Erste Offizier flog ein Manöver, mit dem er entsprechend den internationalen Konventionen signalisierte, dass er in friedlicher Absicht unterwegs sei und beabsichtige zu landen. Die Maschine konnte fünf Stunden nach Beginn der Entführung erfolgreich auf der Landebahn des Flughafens der Insel Kinmen aufgesetzt werden.

## Ermittlungen
Es konnte festgestellt werden, dass sich Ang Cho Kio auf der Flucht außer Landes befand, nachdem er seine Partnerin und einen Polizeibeamten erschossen hatte.